# Edward Riedl
Edward Riedl, född 1 juli 1976 i Bromma församling i Stockholm, är en svensk politiker (moderat) och riksdagsledamot sedan år 2010, invald för Västerbottens läns valkrets. Han är Finansutskottets ordförande sedan 2022.
Riedl är ansvarig utgivare för webbtidningen Nyheter i Västerbotten som drivs av Moderaterna i Västerbotten.